# Grenswaardenanalyse
Bij het testen van software is de grenswaardenanalyse nauw verbonden met equivalentieklassen. Bij een grenswaardenanalyse wordt gekeken of het systeemgedrag verandert zodra een waarde van een parameter een bepaalde grens overschrijdt, terwijl bij equivalentieklassen meer wordt gekeken naar het systeemgedrag bij een voorkomen van een vastgesteld waardebereik. Veel voorkomende programmeerfouten worden gemaakt bij de grenswaarden, doordat de programmeur bijvoorbeeld ">" (groter dan) heeft ingevoerd in plaats van ">=" (groter dan of gelijk aan). 
De techniek voor het uitvoeren van een grenswaardenanalyse gaat als volgt:
1. Bepaal de grenswaarde bij de conditie
2. Afhankelijk van de gewenste dekking worden de bijbehorende testgevallen bepaald.

De normale dekking betreft drie testgevallen: op de grens, direct boven en direct onder. Wat verstaan wordt onder direct is afhankelijk van de situatie. In geval van leeftijd in jaren (bijvoorbeeld <18) gaat het om 17, 18, 19 etc., terwijl in geval van bedragen met twee cijfers achter de komma het gaat om bedrag, bedrag + 0,01 en bedrag - 0,01.
Daarnaast is ook een lichte variant mogelijk, waarbij twee testgevallen opgesteld wordt; welke is afhankelijk van de operator.
Grenswaardenanalyse is niet altijd toepasbaar op condities, omdat niet altijd sprake is van een grens. Neem bijvoorbeeld het gegeven geslacht die de waarden Man, Vrouw en Onbekend kan bevatten. Dit geldt in het algemeen voor codes en andere typeringen.